# Audi Aicon
Audi Aicon — концептуальный безпілотний електромобіль німецького автовиробника Audi AG. Був представлений на франкфуртському автосалоні у 2017 році разом із концептом Audi Elaine.

## Технічні особливості
Автомобіль повністю позбавлений елементів управління. Авто має чотири електродвигуни (кожний з котрих приводить у рух окреме колесо), сумарна потужність котрих 354 к. с. і 550 Нм. Всі колеса автомобіля є активними: повертаються як передні, так і задні колеса. Запас ходу приблизно 700—800 км.
Дах скляний. Прозорість скла регулюється за бажанням — від абсолютної прозорості до майже повного затемнення.

### Швидка зарядка
Автомобіль буде заряджатися до 80% за 30 хв.
Автомобіль може заряджатися або від провідної швидкої зарядки в 150 кВт (800 В) або безпровідної зарядки через систему заряджання Audi Wireless Charging.

### Audi AI Zone
В зоні Audi AI Zone автомобіль сам може заряджатися, заїзджати до автопаркінгу або автомийки.

### PIA
PIA (персональний інтелектуальний помічник) може налаштувати авто під водія — музику, клімат-контроль, місце парковки. PIA застосовує методи навчання машин та активно надає рекомендації. Ці дані зберігаються у хмарі і за потреби можуть переглядатися або копіюватися власником авто через мобільний додаток myAudi. Розпізнавання пасажирів відбувається за смартфонами.
Система навігації очікує на введення пункту призначення. Це можна зробити голосом, сенсорним введенням або навіть поглядом, який відслідковують датчики.

## Галерея

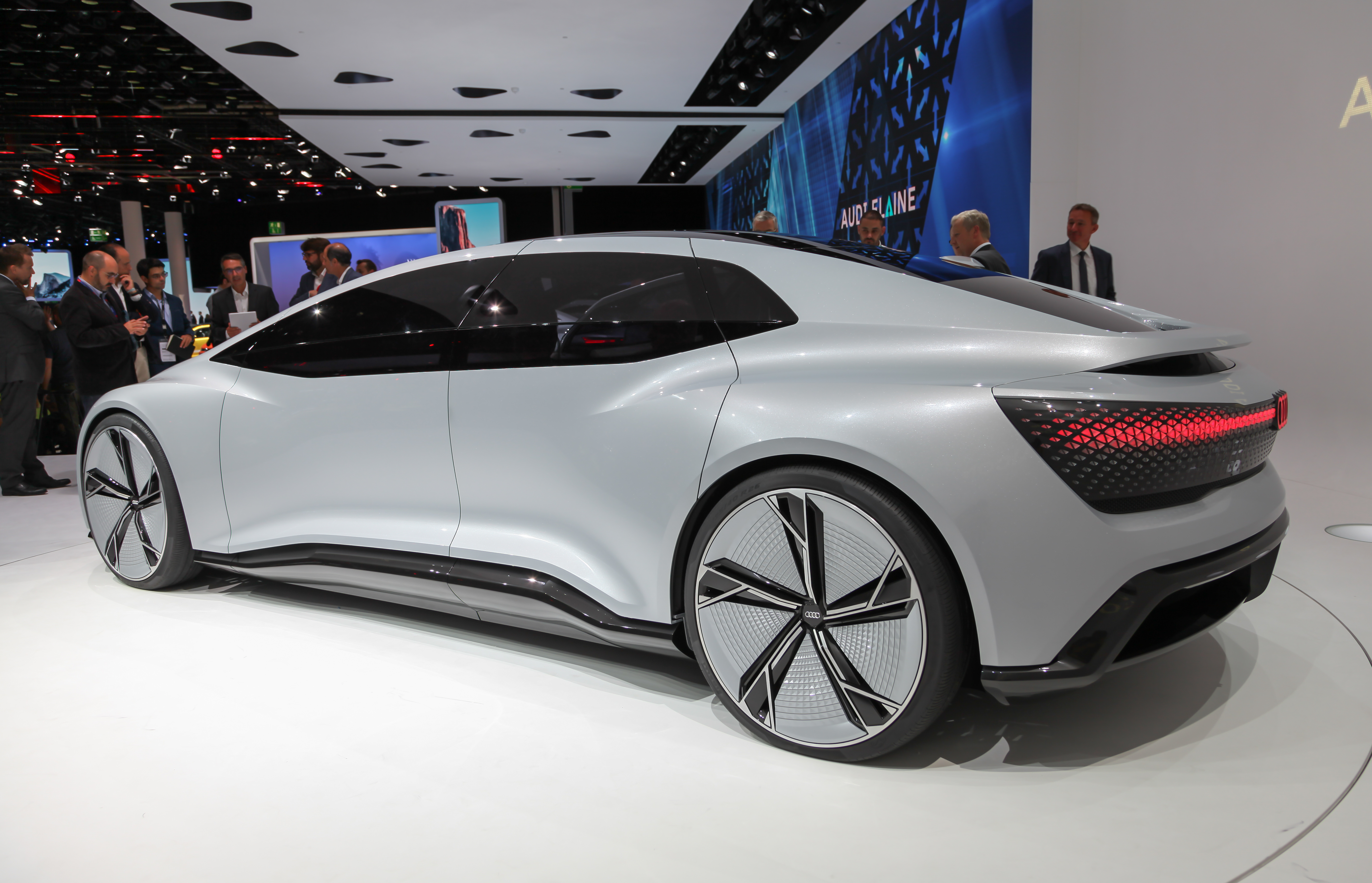
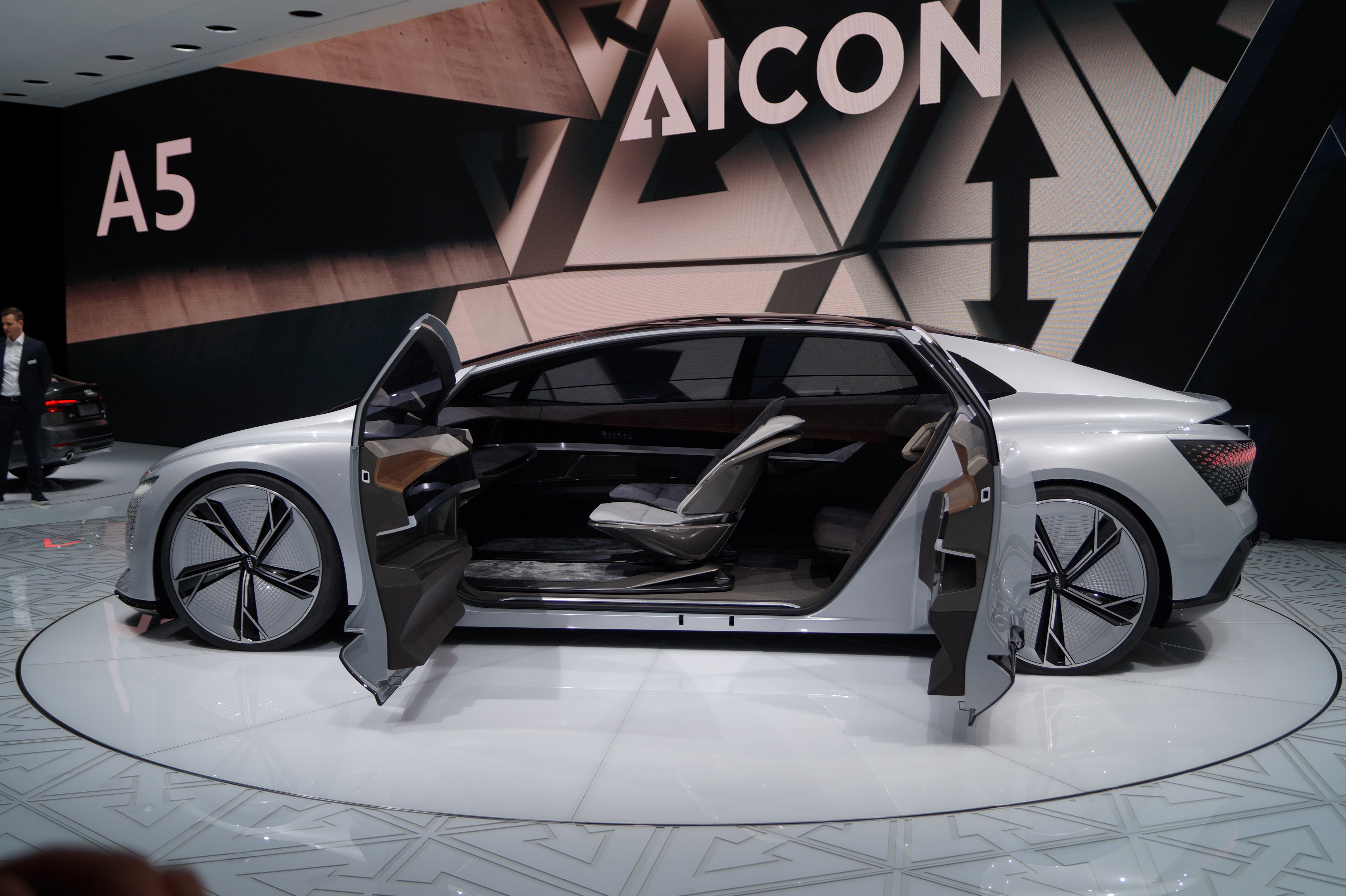
на IAA 2017
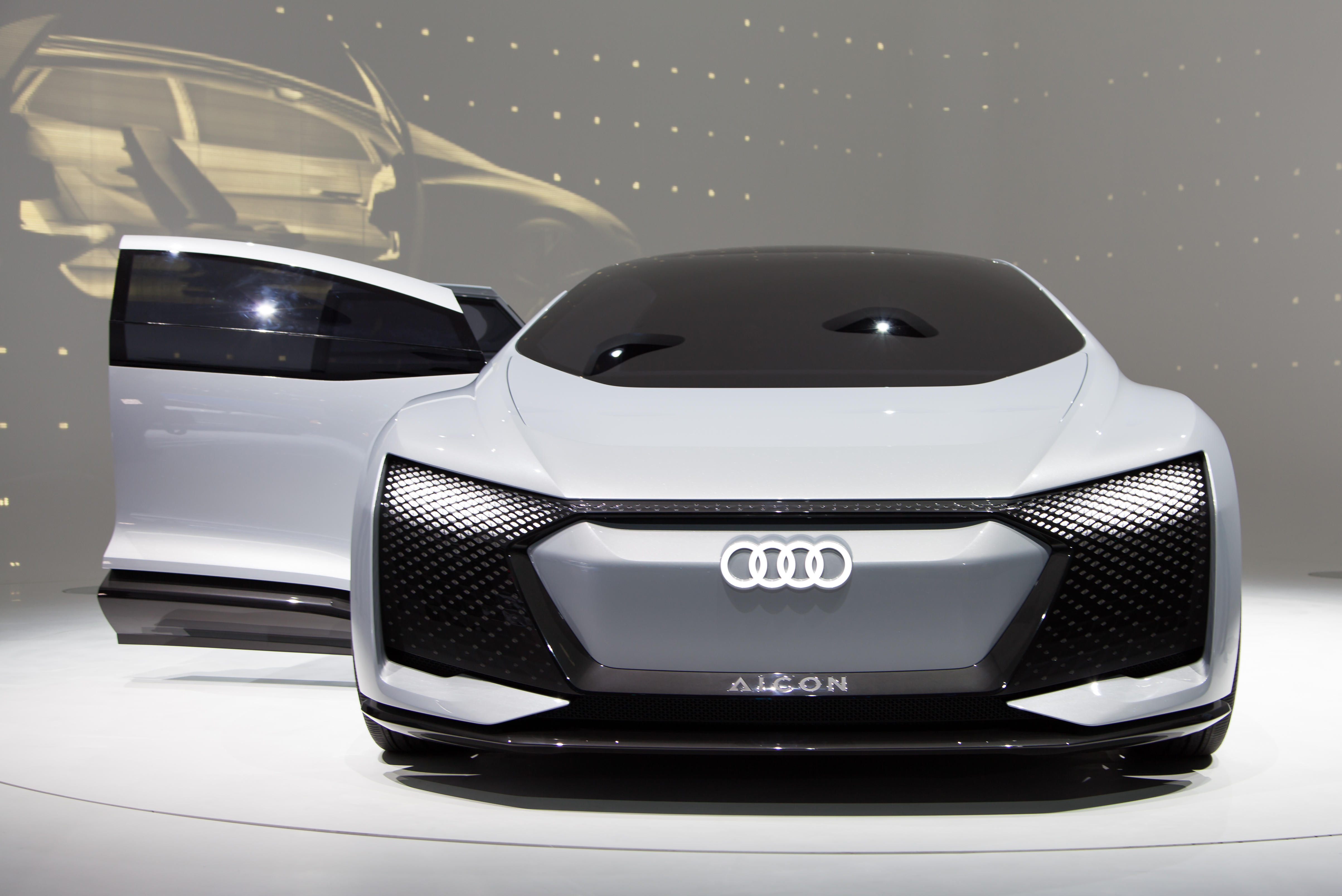
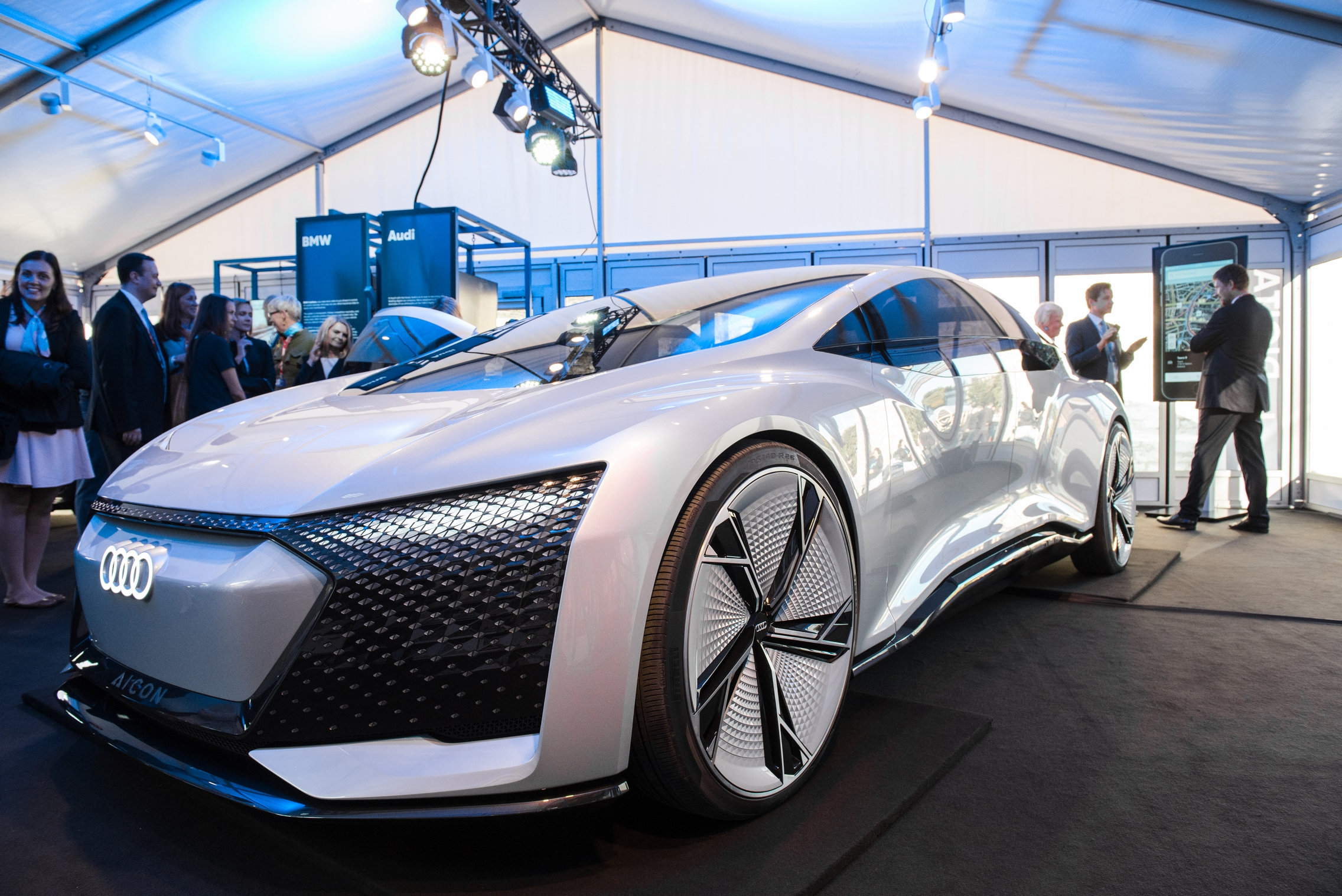
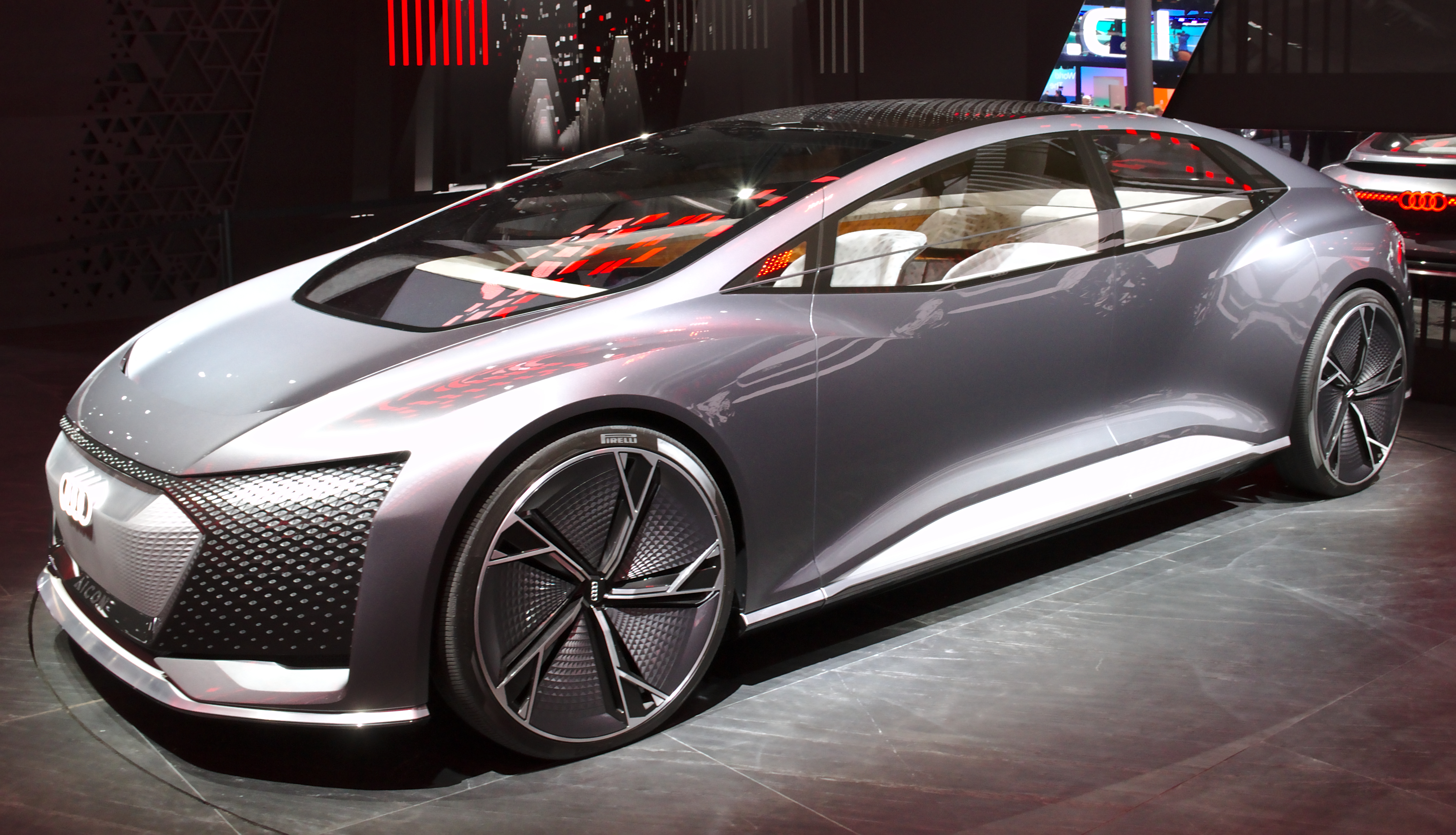
на IAA 2019
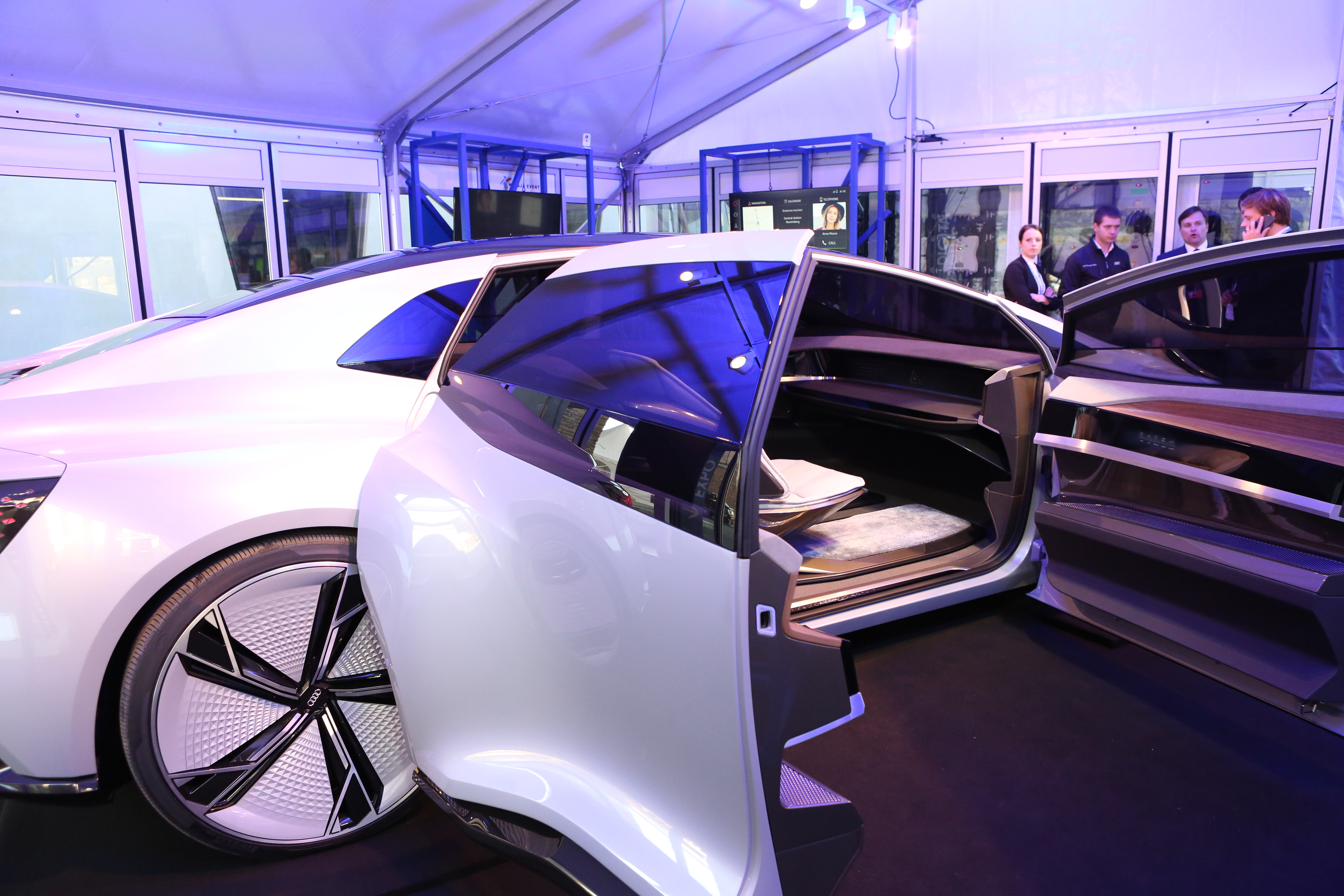
Таллінн, 2017